# پولینی-سنت-مارتین
پولینی-سنت-مارتین (به فرانسوی: Pouligny-Saint-Martin) یک کمون در فرانسه است که در اندر واقع شده‌است. پولینی-سنت-مارتین ۱۵٫۶۶ کیلومتر مربع مساحت و ۲۴۱ نفر جمعیت دارد و ۲۹۰ متر بالاتر از سطح دریا واقع شده‌است.